# Parlement (série de televisão)
Parlement é uma série de televisão francesa sobre uma versão fictícia do Parlamento Europeu.

## Sinopse
A série acompanha as peripécias de Samy, um jovem assistente recém-chegado ao Parlamento Europeu, que acaba por ficar encarregue de escrever um relatório sobre finning (a pesca ilegal de tubarões para remover as barbatanas).

## Elenco
- Xavier Lacaille: Samy Kantor, assistente parlamentar francês de Michel Specklin, e depois de Valentine Cantel
- Liz Kingsman: Rose Pilkington, assistente parlamentar inglesa de Sharon Redlion, e depois lobista
- Philippe Duquesne: Michel Specklin, eurodeputado francês, e depois presidente do Parlamento Europeu
- Georgia Scalliet: Valentine Cantel, eurodeputada francesa
- Lucas Englander: Torsten Muckenstrum, vulgo “Toto”, assistente alemão de Ingeborg e amigo de Samy
- William Nadylam: Eamon, administrador da Comissão de Pesca e mentor enigmático de Samy
- Christiane Paul: Ingeborg Becker, conselheira política alemã de direita, ambiciosa e manipuladora
- Niccolò Senni: Guido Bonafide, lobista italiano